# Classificazione NYHA
La classificazione NYHA (New York Heart Association) è una classificazione dello scompenso cardiaco (o insufficienza cardiaca) che ne identifica quattro classi funzionali, in rapporto alle attività che il paziente, affetto da questa patologia, è in grado di effettuare.
| Classe NYHA | Capacità funzionali | Valutazione oggettiva                                                 |
| ----------- | --- | --------------------------------------------------------------------- |
| I           | Pazienti con malattia cardiaca ma senza conseguente limitazione dell'attività fisica. L'attività fisica ordinaria non causa affaticamento, palpitazioni, dispnea o dolore anginoso.                                                                                               | Nessuna evidenza oggettiva di una malattia cardiovascolare.           |
| II          | Pazienti con malattia cardiaca con conseguente leggera limitazione dell'attività fisica. Stanno bene a riposo. L'attività fisica ordinaria provoca affaticamento, palpitazione, dispnea o dolore anginoso.                                                                        | Evidenza oggettiva di una malattia cardiovascolare minima.            |
| III         | Pazienti con malattia cardiaca con conseguente marcata limitazione dell'attività fisica. Stanno bene a riposo. Meno dell'attività ordinaria provoca affaticamento, palpitazioni, dispnea o dolore anginoso.                                                                       | Prova oggettiva di una malattia cardiovascolare moderatamente severa. |
| IV          | Pazienti con malattia cardiaca con conseguente incapacità di svolgere qualsiasi attività fisica senza disagio. I sintomi di insufficienza cardiaca o sindrome anginosa possono essere presenti anche a riposo. Se viene intrapresa qualsiasi attività fisica, il disagio aumenta. | Prova oggettiva di una malattia cardiovascolare severa.               |